# Huawei Watch 2
Lo Huawei Watch 2 è uno smartwatch prodotto da Huawei dal 2017. Viene prodotto in due versioni: una versione normale con cinturino sportivo e cassa in plastica ed una Classic con cinturino in pelle e cassa in acciaio inossidabile e ceramica.
Il Classic è presente solo nella colorazione Titanum Grey (senza 4G), mentre il Watch 2 normale è presente in colorazione Dynamic Orange (con 4G), Carbon Black (sia con 4G che senza 4G) e Concrete Grey (senza 4G). Ha la certificazione di protezione da acqua e polvere IP68.

## Hardware e software
Il dispositivo è dotato di un processore Qualcomm MSM8909W alla frequenza di 1,1 GHz, memoria RAM da 768 MB e memoria interna da 4 GB. Ha la versione 2.0 di Android Wear come sistema operativo.

## Sensori
Il dispositivo ha sensore a 3 assi, giroscopio a 3 assi, bussola a 3 assi, sensore di frequenza cardiaca, barometro, sensore capacitivo e sensore di luce ambientale.